# خوان كروز ريال
خوان كروز ريال (بالإسبانية: Juan Cruz Real) (8 أكتوبر 1976 بتانديل في الأرجنتين - ) هو لاعب كرة قدم أرجنتيني في مركز الوسط. لعب مع أرسنال ساراندي وإنديبندينتي وديبورتيفو إسبانول ونادي ميلوناريوس وIndependiente Rivadavia ‏ وألميرانتيه براون دي أريسيفيس وBrampton Stallions ‏ وRoulado FC ‏ وHamilton Thunder ‏ واتحاد سان فيليبي ‏.

## وصلات خارجية
- خوان كروز ريال على موقع قاعدة بيانات كرة القدم.إي يو (الإنجليزية)